# Lisa Renberg
Lisa Renberg, född 26 juni 1988, är en fotbollsspelare från Sverige (anfallare) som spelar i Sunnanå SK sedan säsongen 2001.